# نامبور، کوئینزلند
نامبور (به انگلیسی: Nambour) یک شهرک در استرالیا است که در Sunshine Coast Region واقع شده‌است.